# 近藤紡績所
株式会社近藤紡績所（こんどうぼうせきしょ）は、名古屋市中区に本社を置く繊維メーカーである。

## 概要
紡績事業、アパレル事業、不動産事業を展開している老舗企業である。紡績事業は、国内は長野県の大町工場、海外は中国、インドネシア、ベトナムを生産拠点としている。アパレル事業は、ファッションブランド「LAUNDRY」の展開、徳島工場での縫製を行っている。不動産事業は、国内外でオフィスビルや商業施設の所有・賃貸を行っている。
1877年（明治10年）に初代近藤繁八が名古屋市に綿布商「近藤繁八商店」を起こして綿布製造を兼業したのが始まりで、 1907年（明治40年）に2代目近藤繁八が引き継ぎ、1914年（大正3年）に名古屋市呼続に近藤紡績所を設立し、1917年（大正6年）に法人化された。2代目社長の近藤信男は相場師としても名を馳せた。

## 沿革
- 1914年（大正3年） - 「近藤紡績所」設立
- 1917年（大正6年） - 株式会社近藤紡績所に改組
- 2014年（平成26年） - 「LAUNDRY」事業開始

## 事業所・グループ企業
- 本社 - 名古屋市中区
- 大阪支店（アパレル事業部） - 大阪市中央区
- 東京支店（アパレル事業部、ランドリー事業部） - 東京都世田谷区
- 大町工場 - 長野県大町市
- 徳島工場 - 徳島県板野郡
- R&Dセンター - 栃木県足利市
- 浜松事業所 - 静岡県浜松市

グループ企業（海外）
- 青島藤華紡織有限公司 - 中国・青島市
- 青島近藤紡時装有限公司 - 中国・青島市
- 青島彩美印花有限公司 - 中国・青島市
- PT.KONDOBO TEXTINDO - インドネシア
- KONDO TEXTILES VIET NAM CO.,LTD - ベトナム

## 主な保有物件
商業施設
- イオン蒲郡店 - 愛知県蒲郡市
- イオンモール浜松市野 - 静岡県浜松市

オフィスビル
- 丸の内KSビル（本社ビル） - 名古屋市中区
- 名古屋KSビル - 名古屋市中村区
- 伏見KSビル - 名古屋市中区
- KSイセヤビル - 名古屋市中区
- 品川KSビル - 東京都港区
- 六本木グリーンビル - 東京都港区
- 金沢KSビル - 石川県金沢市
- 広島KSビル - 広島市中区
- 仙台KSビル - 仙台市宮城野区

オフィスビル（海外）
- USミントビル（アメリカ合衆国造幣局本部ビル） - ワシントンD.C.
- ジュディシャリーセンタービル - ワシントンD.C.